# Roncus veles
Espèce
Roncus veles est une espèce de pseudoscorpions de la famille des Neobisiidae.

## Distribution
Cette espèce est endémique de Macédoine du Nord. Elle se rencontre vers Velmevtsi.

## Publication originale
- Ćurčić & Legg, 1994 : New or little-known species of Roncus L. Koch, 1873 (Pseudoscorpiones, Neobisiidae) from the Former Yugoslav Republic of Macedonia (FYRM). Arhiv Bioloskih Nauka, Beograd, vol. 46, p. 137-152.